# Skruvklockmossa
Skruvklockmossa (Encalypta procera) är en bladmossart som beskrevs av Bruch 1832. Skruvklockmossa ingår i släktet klockmossor, och familjen Encalyptaceae. Enligt den finländska rödlistan är arten nära hotad i Finland. Arten är reproducerande i Sverige. Artens livsmiljö är kalkstensklippor och kalkbrott. Inga underarter finns listade i Catalogue of Life.